# Apistogramma panduro

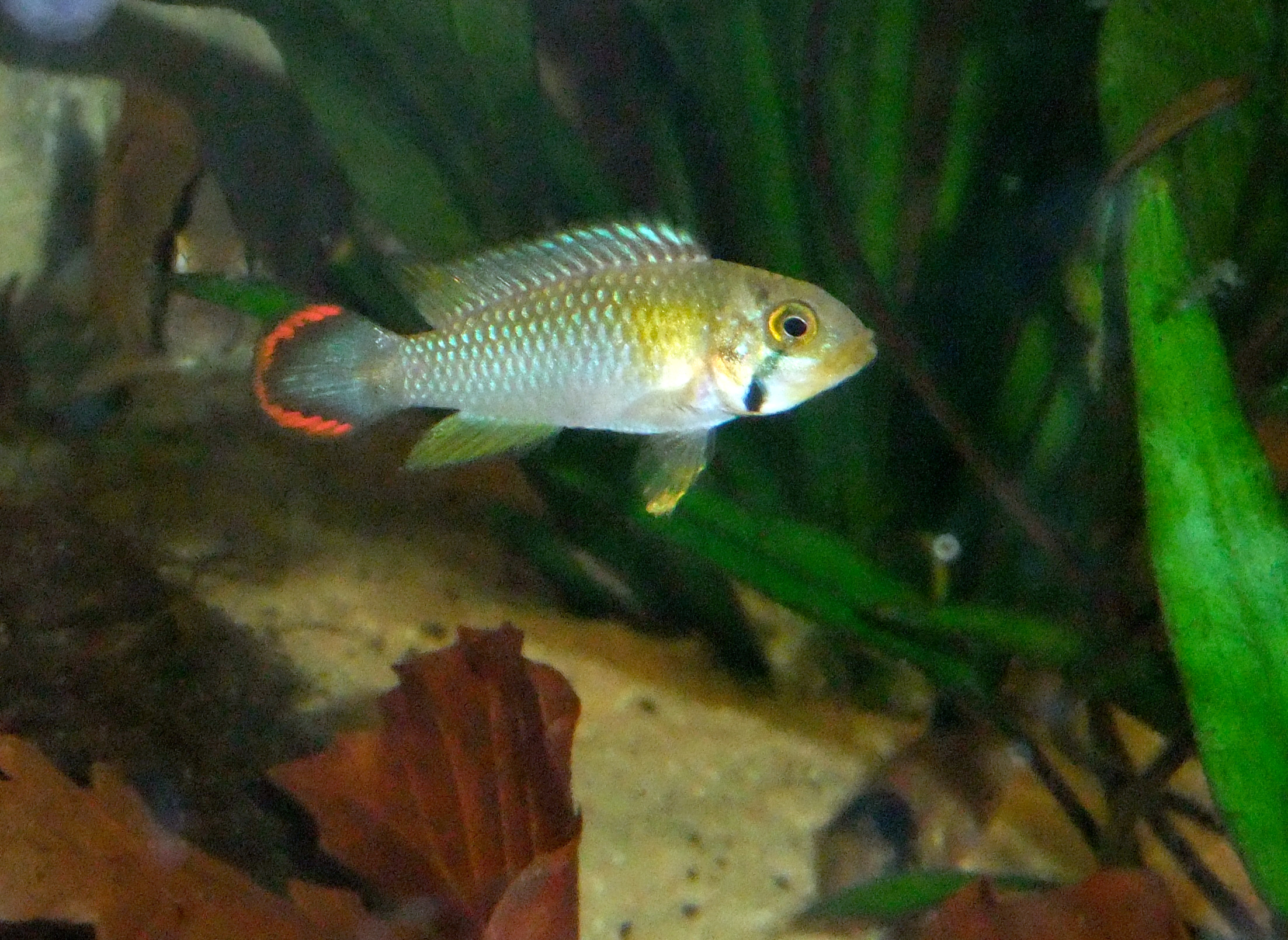
Apistogramma panduro maschio

Apistogramma panduro Römer, 1997 è un pesce di acqua dolce appartenente alla famiglia Cichlidae e alla sottofamiglia Geophaginae.

## Etimologia
Il nome deriva dal primo importatore peruviano che inviò degli esemplari in Germania per la loro esatta classificazione scientifica.

## Distribuzione e habitat
Proviene dal Perù. Il locus typicus è un affluente dell'Ucayali. Vive in zone con una corrente non molto intensa.

## Descrizione
Presenta un corpo non particolarmente alto né allungato, con la testa dal profilo arrotondato e occhi grandi. Il dimorfismo sessuale è molto evidente: il maschio è più grande e può avere delle sfumature azzurre sul corpo e sulla testa, inoltre le sue pinne sono più lunghe e colorate. La pinna dorsale è allungata ma decisamente meno alta che in Apistogramma cacatuoides.
La pinna caudale, invece, è orlata da due strisce, una arancione ed una nera. Una striscia nera passa dall'occhio e una macchia dello stesso colore è sul peduncolo caudale. Le femmine sono giallastre con macchie nere.
In entrambi i sessi le labbra sono gialle. Raggiunge quasi i 5 cm.

## Biologia

### Comportamento
Può presentare una forte aggressività intraspecifica.

### Alimentazione
La sua dieta è composta da invertebrati.

### Riproduzione
È oviparo, depone le uova in cavità e nascondigli; la femmina resta di guardia fino alla schiusa e poi si occuperà degli avannotti.

## Acquariofilia
Può essere allevato in acquario e si riproduce in cattività.